# Жук Костянтин Олександрович
Костянтин Олександрович Жук (1955—2024) — український військовослужбовець, учасник російсько-української війни, що відзначився у ході російського вторгнення в Україну.

## Життєпис
Народився 21 травня 1955 в м. Сміла на Черкащині. Мав три вищі освіти, які здобував у закладах Харкова, Одеси та Києва; базова освіта — радіоінженер. До 1992 року служив в Радянській армії на командних посадах, включно до командира окремого батальйону. З 1992 року — у складі Збройних сил України, з 2004 — у запасі.
У цивільному житті захоплювався байкерським рухом, був президентом Національної асоціації мотоциклістів України. У 1990-х долучився до скаутської організації Пласт, був один із засновників київського Пласту, склав пластову присягу в 1999. Член куреня «Орден Залізної Остроги». Ще перебуваючи в ЗСУ пройшов новацькі та юнацький вишколи виховників. Пізніше протягом 20 років велику увагу приділяв військовому вишкілу молоді, проводив велику кількість вишколів для пластунів і пластунок.
Під час АТО на сході України у 2014—2015 роках був командиром батальйону спецпризначення «Гарпун» у складі МВС, очолював контрдиверсійну групу в складі СБУ.
З початком російського вторгнення в Україну сформував і озброїв добровольче формування «Вільна Україна» при 112-й окремій бригаді Сил територіальної оборони ЗСУ. Згодом долучився до батальйону ГУР МО «Братство». Керував кількома підрозділами із залучення іноземних добровольців. Брав участь в обороні Києва, звільнені Миколаївщини, в управлінні обороною о. Зміїний.
Загинув 12 травня 2024 у м. Вовчанську під час російської наступальної операції на півночі Харківської області. Як командир штурмової групи, прикривав відхід побратимів.